# Laufey
Laufey, chiamata anche Nál, nella mitologia norrena è una Vanir, madre di Loki e consorte di Fárbauti.
Viene menzionata più volte nell'Edda in prosa composta nel XIII secolo da Snorri Sturluson. Viene menzionata per la prima volta nel Gylfaginning dove Har introduce Loki, inoltre afferma che è figlio di Farbauti e che sua madre è Laufey e i suoi fratelli sono Býleistr e Helblindi.

## Cultura di massa
Nell'Universo Marvel, Laufey e Farbauti sono due giganti di ghiaccio e il loro sesso è invertito. Infatti Laufey è il Re dei Giganti di Ghiaccio e ha ripudiato suo figlio Loki a causa di alcuni difetti fisici, ed essendo il primogenito, sarebbe dovuto salire al trono, ma non avrebbe mai potuto far diventare re qualcuno che non sembrava neanche lontanamente un gigante di ghiaccio, perciò ne provava vergogna.
Nel videogioco God of War, Laufey è una Jotnar, ovvero un gigante proveniente da Jǫtunheimr. Qui decide di vivere a Midgard sotto forma di aspetto umano con il nome di Faye. Sposa Kratos e da esso ha un figlio di nome Atreus. Quando Kratos e Atreus scoprono la verità su di lei, sul murale degli Jotnar, Kratos è chiamato "Farbauti" mentre Atreus è chiamato "Loki".